# Déli-sark

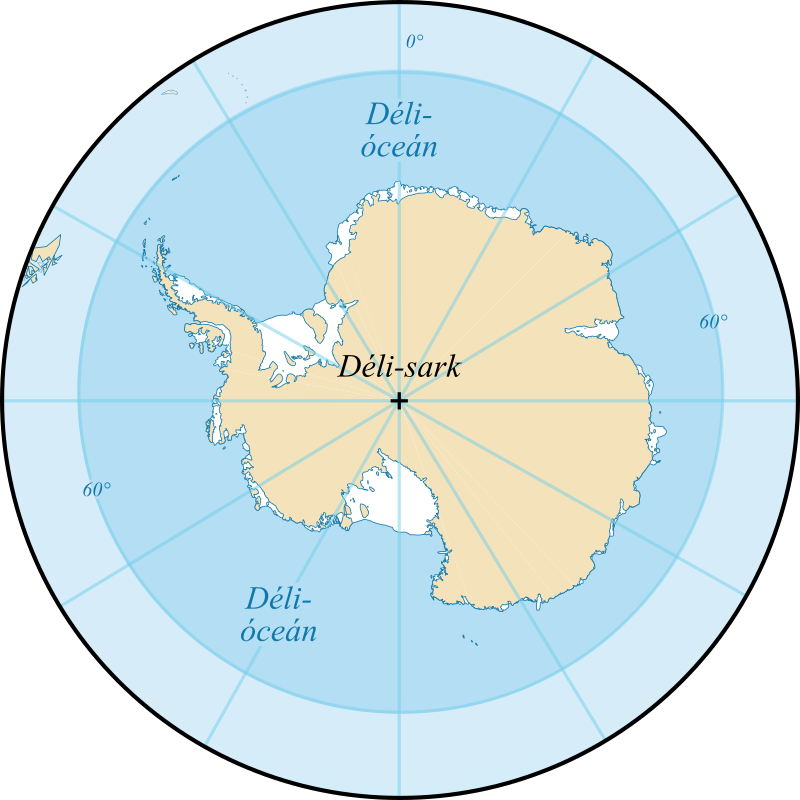
A Déli-óceán térképe

Ha nincs külön jelezve, a Déli-sark vagy Déli-pólus kifejezés a földrajzi értelemben vett Déli-pólust, azaz a Föld felületének legdélibb pontját jelöli, mely pontosan a Föld Északi-sarkának ellentétes oldalán van.
Eredetileg az "Északi-pólus" és "Déli-pólus" kifejezés a Föld mágneses mezőjének hasonlósága miatt általában a mágnesekre is alkalmazható, a mágnes két végének megkülönböztetésére. Ehhez lásd a mágnes vagy mágnesesség címszavakat.
A magyar nyelvben sokszor az Antarktisz szinonimájaként használják a Déli-sark elnevezést, annak ellenére, hogy az Antarktisz az egész kontinenst jelenti, melynek a Déli-sark csupán egy meghatározott pontja.

## Földrajzi Déli-sark

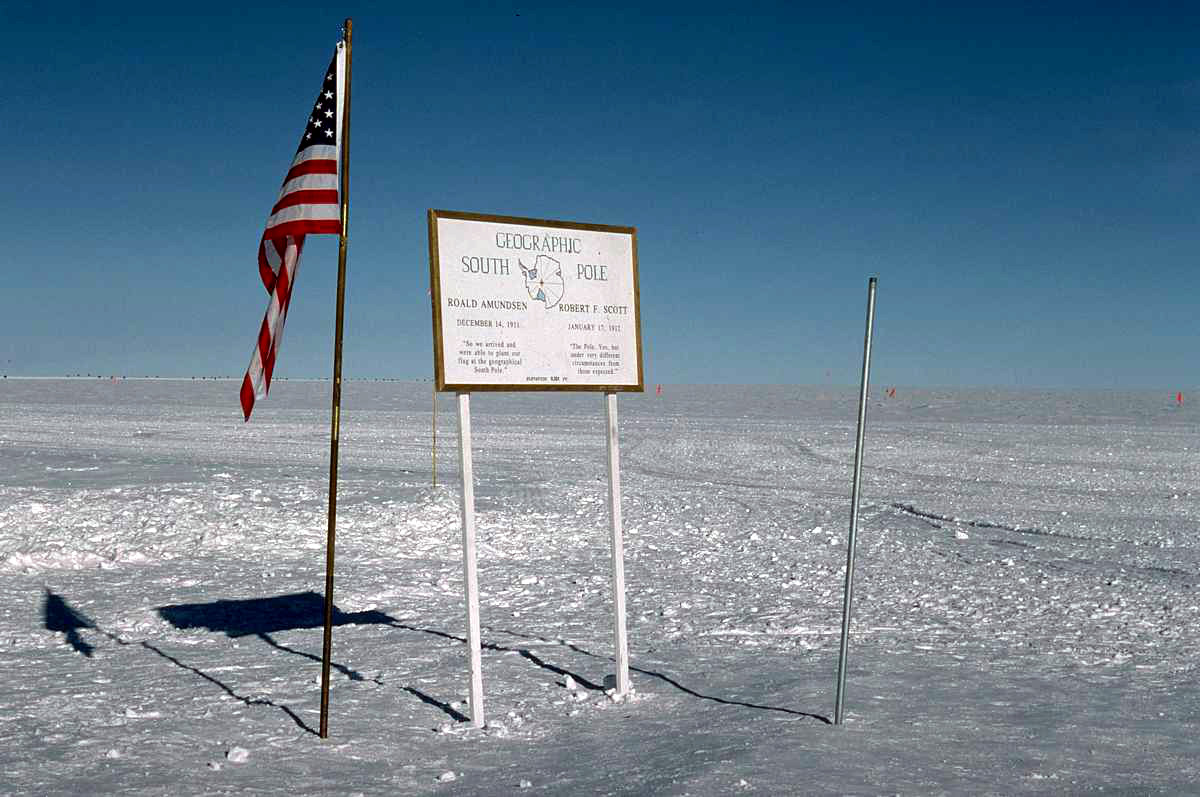
A földrajzi Déli-sark

A legáltalánosabb definíció szerint a földrajzi Déli-sark a Föld forgástengelyének a Föld felszínét metsző két metszéspontja közül az egyik (a másik metszéspontja az Északi-sark).
Azonban a Föld forgástengelye a valóságban egy picit (néhány méterrel) mozog, ingadozik. Ezt az összetett mozgást pólusmozgásnak nevezzük, mely két fő alkotórészből áll: a különböző amplitúdójú és periódusú mozgásokat együttesen pólusingadozásnak, a pólus lassú, egyirányú eltolódását pedig pólusvándorlásnak nevezzük. (További részletekért lásd a földrajzi Északi-sarkot).
A földrajzi Déli-sarkpont világűrbe vetítése a forgástengelyt meghosszabbítva adja a csillagászati déli-pólust.
Jelenleg a Déli-sark fölött az Antarktisz, az ötödik legnagyobb kontinens terül el, azonban ez nem volt mindig így, a korábbi földtörténeti korokban a földkéreg lemezeinek vándorlása miatt a Déli-sark máshová esett. A Déli-sarknál a föld (a szikla) tengerszint közeli magasságú, azonban a jégsapka rajta átlagosan 3 kilométer vastag, ezért a jelenlegi felszíne nagy magasságban (2807 m) van.
A sarki jégtábla durván 10 méter/év sebességgel mozog, így a Déli-sark pontos pozícióját a jég felületéhez és a ráépített épületekhez képest időről időre fokozatosan módosítják. Ennek megfelelően a Déli-sark helyét jelző táblát és cöveket is minden évben áthelyezik.

### Expedíciók

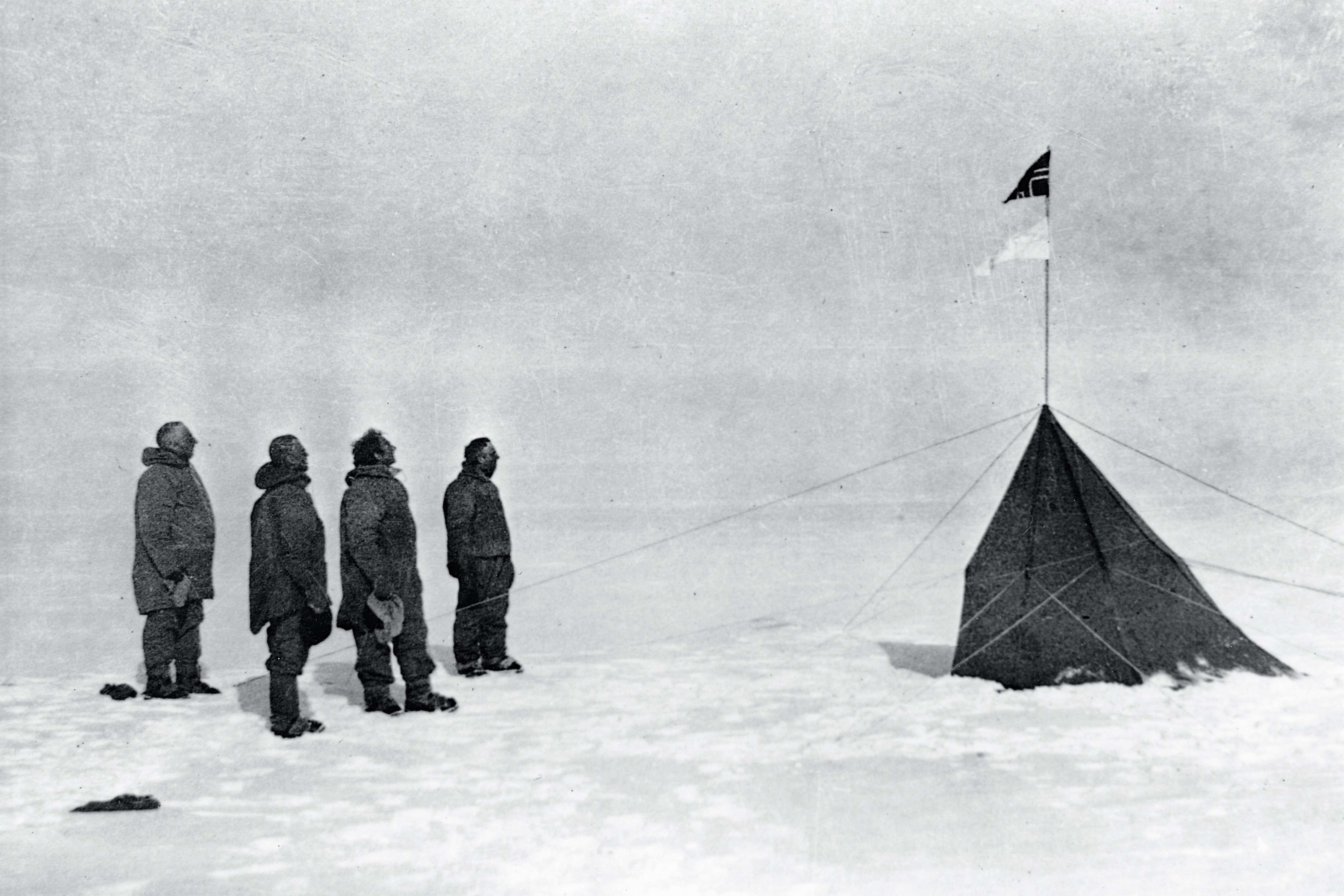
Amundsen (balra) és társai Polheim-nél ("Pólus Otthonánál"), Déli-sark, 1911 decembere

Az első ember, aki elérte a Déli-sarkot, a norvég Roald Amundsen volt társaival 1911. december 14-én. Amundsen táborát Polheim-nek (szó szerint: a pólus otthonának) és a Déli-sarkot körülvevő egész fennsíkot a norvég VII. Haakon király tiszteletére VII. Haakon fennsíknak nevezte el. Amundsen versenytársa, az angol Robert Falcon Scott egy hónappal később, 1912. január 17-én érte el a pólust. Scott és négy társa a visszaút végén halálra fagyott a rendkívüli hidegben.
1914-ben Ernest Shackleton brit felfedező birodalmi transzantarktiszi expedíciójának feltett célja volt keresztülszelni az Antarktiszt a Déli-sark érintésével, de ez is balszerencsével végződött. Az Endurance hajó befagyott az úszó jégtáblák közé, és 11 hónappal később elsüllyedt a Weddell-tengerben, bár Shackleton és társai megmenekültek.
Richard Byrd admirális (USA) lett az első ember, aki Bernt Balchen első-pilótájának segítségével átrepült a Déli-sark fölött 1929. november 29-én.
Ekkortól nem tette ember a lábát a Déli-sarkra egészen 1956. október 31-éig, amikor egy amerikai haditengerészeti különítmény George Dufek admirális vezetésével landolt az R4D Skytrain (Douglas DC-3) repülőgépével. Az amerikai Amundsen-Scott Déli-sarki Kutatóállomást a nemzetközi geofizikai évre (1956-1957) légi úton létesítették, és az állomás azóta folyamatosan el van látva kutató- és kiszolgáló személyzettel.

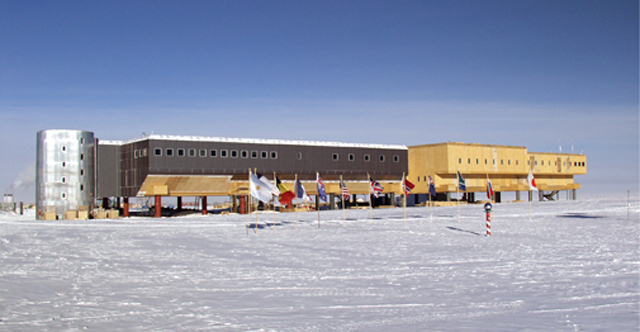
Amundsen–Scott déli-sarki kutatóállomás, 2006. január

Amundsen és Scott után Edmund Hillary volt a következő ember, aki a szárazföldön át (jóllehet, légi támogatással) érte el a Déli-sarkot társaival (1958. január 4-én) és Vivian Fuchs (1958. január 18-án) a Commonwealth Trans-Antarctic Expedíció alatt. A későbbiekben sok felfedező indult a Déli-sarkhoz a jég felszínén, köztük Antero Havola, Albert P. Crary, Ranulph Twistleton-Wykeham Fiennes és Reinhold Messner.
1999-ben a leggyorsabb, támogatás nélküli gyalogtúra 47 napig tartott az óceántól a földrajzi Déli-sarkhoz: Tim Jarvis és Peter Treseder felfedezőknek, akik élelemmel és tüzelőanyaggal megrakott 200 kg-os, ember-vontatású szánjaikkal tették meg a távot.
2006. január 16-án magyar idő szerint 0 óra 32 perckor Ács Zoltán és Kovalcsikné Bátori Krisztina első magyarokként jártak a Déli-sarkon.
2011. december 14-én a 100. évforduló alkalmából Jens Stoltenberg norvég miniszterelnök és kísérete a déli-sarkon emlékezett meg az első sikeres expedícióról.

### Éghajlat
A Déli-sark a déli féltekei tél folyamán napfényt egyáltalán nem kap. Nyáron a nap folyamatosan a horizont felett van, de csak alacsonyan. A felszínt elérő napsugárzás legnagyobb részét a fehér hó visszaveri. A nap melegségének a hiánya, kombinálva a magas tengerszint feletti magassággal (majd' 3000 méter) eredményezi azt, hogy a Déli-sarké a Föld leghidegebb éghajlata. A Déli-sarknál sokkal alacsonyabb a hőmérséklet, mint az Északi-sarknál, elsődlegesen azért, mert a Déli-sark nagy magasságban, a kontinentális szárazföld belsejében helyezkedik el, míg az Északi-sark a tengerszintnél, az óceán közepén (az óceán hőtárolóként is viselkedik).
A déli félteke nyarának közepén (január) a Nap eléri pályája legmagasabb pontját (kb. 23,5˚), az átlagos hőmérséklet –25˚C körüli. Ahogy az év-hosszúságú „nap” a napnyugtához közeledik, a hőmérséklet szintén süllyedni kezd. Napnyugta (március végén) és napkelte (szeptember végén) időszakában a hőmérséklet –45˚C, télen a hőmérséklet folyamatosan –65˚C marad. Az Amundsen–Scott déli-sarki kutatóállomáson feljegyzett eddigi legmagasabb hőmérséklet –14 °C, (Az Antarktiszon nem ez volt a legmelegebb, mert a feljegyzett legmagasabb antarktiszi hőmérsékletet, 15 °C-ot Vanda állomás közelében, 1974. január 5-én mérték.) a legalacsonyabb pedig –83 °C volt. (A Földön nem ez volt a leghidegebb, mert a feljegyzett legalacsonyabb hőmérsékletet, –89,2 °C-ot a Vosztok kutatóállomás közelében, 1983. július 21–én mérték.) Az éves középhőmérséklet –49 °C.
A Déli-sark klímája sivatagiasan száraz, szinte alig kap csapadékot. Azonban a gyakran igen erős szél hóvihart fúj, és a déli-sarki állomást is lassan betemeti a hó.
Havi átlagos hőmérséklet és csapadék mennyiség (Celsius, milliméter) Déli-sark, Antarktisz
| Hónap               | Jan | Feb | Már | Ápr | Máj | Jún | Júl | Aug | Szep | Okt | Nov | Dec | Év  |
| ------------------- | --- | --- | --- | --- | --- | --- | --- | --- | ---- | --- | --- | --- | --- |
| Átlagos magas °C    | -25 | -37 | -50 | -52 | -53 | -55 | -55 | -55 | -55  | -47 | -36 | -26 | -45 |
| Átlagos alacsony °C | -28 | -42 | -56 | -60 | -61 | -61 | -63 | -62 | -62  | -53 | -39 | -28 | -51 |
| Csapadék mm         | --- | --- | --- | --- | --- | --- | --- | --- | ---  | --- | --- | --- | 2,5 |

Forrás: weatherbase.com

### Időzóna
A helyi időt a Föld a legtöbb területén a Nap égi pozíciójához szinkronizálják. Ez a módszer nem működik a Déli-sarkon, ahol egy "nap" egy egész évig tart. Más megközelítésben viszont az összes időzóna fedi a Déli-sark területét. Nincs különösebb ok arra, hogy a Déli-sark területét valamelyik meghatározott időzónához sorolják, azonban kényelmes és praktikus szempontból az Amundsen-Scott Déli-sark Kutatóállomás az Új-Zélandi helyi időt tartja, mert az azt ellátó amerikai légi szállítmányok ("Operation Deep Freeze") Új-Zélandról indulnak.

## Ceremoniális Déli-sark

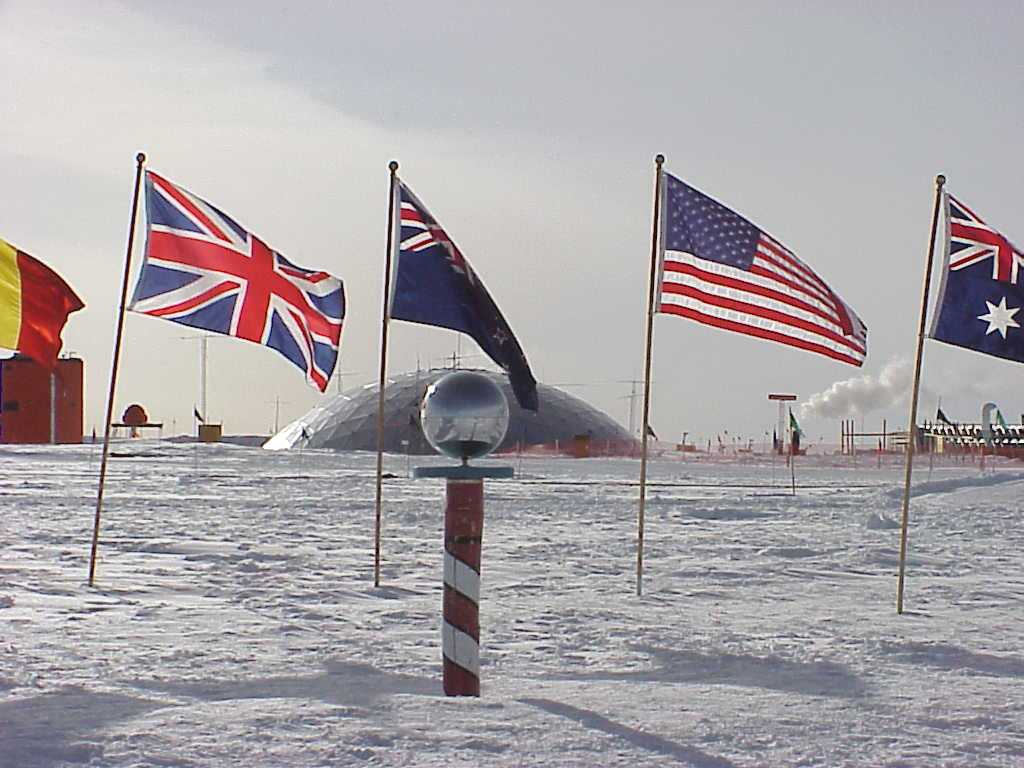
A ceremoniális Déli-sark. Az Antarktisz-egyezményt aláíró országok zászlói veszik körbe, a háttérben a régi sarki állomás kupolája

Az Amundsen–Scott déli-sarki kutatóállomáson a Ceremoniális Déli-sark területét fényképezési célból állították fel. Egy oszloptalpból és a rajta álló fém gömbből áll, melyet körülvesznek az Antarktisz-egyezményt aláíró országok zászlói. A terület csak néhány méterre van az igazi Földrajzi Déli-sark pontjától, melyet csak egy kis tábla és egy cölöp jelez. Mivel a jégsapka mozgásban van (kb. 10 méter/év), a cölöpöt minden évben Újév napján áthelyezik.
A képen látható kupolát a hóviharok részben eltemették, ezért a kupola bejáratát rendszeresen dózerrel kell megtisztítani. A legújabb épületek oszlopokra épültek, így nem kell attól tartani, hogy a hó felhalmozódik az oldaluk mentén.

## Déli mágneses sark
A Déli mágneses sark egy pont a Föld felszínén, ahol a Föld mágneses mezőjének erővonalai függőlegesen lefelé irányulnak. A déli mágneses sark folyamatosan vándorol a Föld mágneses mezőjének változása következtében. Egy 2005-ös számítás szerint ez a pont a d. sz. 64,53°, k. h. 137,86°64.530000°S 137.860000°E koordinátákon helyezkedett el az antarktiszi Wilkes-föld partjánál.
Történelmi okokból a mágnesnek az a vége, amelyik a Föld Északi-sarka felé mutat, azt hívják a mágnes északi pólusának, és az ellenkező végét pedig a mágnes déli pólusának. Mivel a mágnesek ellentétes pólusai vonzzák egymást, a Föld északi mágneses pólusa tehát valójában a mágneses „déli” pólus, és a Föld déli mágneses pólusa valójában a mágneses „északi” pólus.
1909. január 16-án, Ernest Shackleton által vezetett expedícióból három ember (Douglas Mawson, Edgeworth David, és Alistair Mackay) állította, hogy megtalálták a Déli-mágneses pólust, ami abban az időben a szárazföldön volt. Azonban kétségek merültek fel, hogy az ő helymeghatározásuk helyes volt-e.

## Déli földmágneses pólus

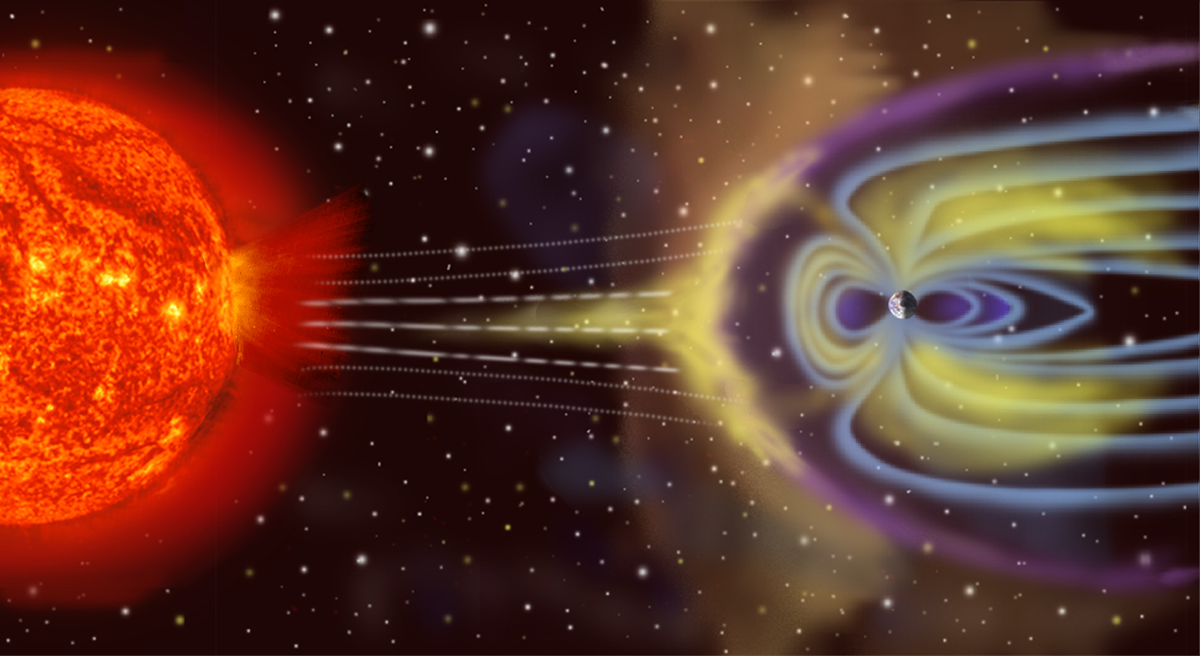
A magnetoszféra védelmezi a Föld felszínét a napszél töltött részecskéivel szemben. A Nap felőli oldalon összenyomódott a Nap felől érkező részecskék energiájának hatására és hosszan elnyúlik az éjszakai oldalon. (A Nap távolsága nem méretarányos!)

A Föld mágneses tere két részből áll, a nagyobb rész egy centrális elhelyezésű döntött mágneses dipólus terével közelíthető, melynek tengelye a Föld forgástengelyével kb. 11,5° szöget zár be. A kisebbik, az úgynevezett non-dipólus rész, melynek intenzitása kb. 1/10 része a fő résznek ezért a föld mágneses terének szerkezete elég bonyolult, továbbá a napszél hatása el is torzítja azt. A déli geomágneses pólus az a pont, ahol a centrális elhelyezésű döntött diópólus tengelye metszi a Föld felszínét a déli félgömbön. Egy 2005-ös számítás szerint ez a pont a d. sz. 79,74°, k. h. 108,22°79.740000°S 108.220000°E koordinátákon volt, közel a Vosztok kutatóállomáshoz. Mivel a földmágneses tér nem egy egzakt dipólus, a déli földmágneses sark nem esik egybe a déli mágneses sarkkal. Továbbá a déli földmágneses sark vándorol ugyanazon okokból, ahogyan a déli mágneses sark is vándorol.

## A Déli elérhetetlenség pólusa
A Déli elérhetetlenség pólusa (Pole of Inaccessibility) az a pont az Antarktisz kontinens belsejében, ami a legtávolabb van a Déli-óceán partjaitól.
A d. sz. 82° 06′, k. h. 54° 58′82.100000°S 54.966667°E koordinátákon helyezkedik el, és 1958. december 14-én érte el a 3. Szovjet Antarktisz Expedíció, Jevgenyij Tolsztyikov vezetésével. Azon a ponton felállították a Poljusz Nedosztupnosztyi ideiglenes állomást, mely 1958. december 26-áig meteorológiai obszervatóriumként működött. A szovjetek ember nagyságú Lenin szobrot hagytak hátra. A pólushoz vezető úton pedig egy másik állomást is felállítottak, a Szovjetszkaját d. sz. 78° 23′, k. h. 87° 32′78.383333°S 87.533333°E mely 1958. február 16. és 1959. január 3. között működött.
A déli elérhetetlenség pólus sokkal távolabb van, és ezért nehezebb is megközelíteni, mint a Földrajzi déli-sarkot. 2006. december 4-én indult el a brit-kanadai N2i csapat az expedícióra, hogy elsőként teljesítse ezt a bravúrt gépi segítség nélkül. Hagyományos, embervontatású szánok és sárkányernyő húzta sítalpak kombinációjának segítségével a csapat 2007. január 19-én sikeresen befejezte az expedícióját, elérte a Déli legelérhetetlenebb pontot.